# Lavoisiera sampaiona
Lavoisiera sampaiona är en tvåhjärtbladig växtart som beskrevs av Henrique Lamahyer de Mello Barreto. Lavoisiera sampaiona ingår i släktet Lavoisiera och familjen Melastomataceae. Inga underarter finns listade i Catalogue of Life.